# Cable Guia
El Cable Guia (en chino: 松山纜車; alternativamente en portugués: Teleférico da Guia) es un sistema de telecabina aérea en la colina Guia, península de Macao, en la región administrativa especial de Macao, al sur de China. El sistema conecta Jardim da Flora con el Parque Municipal da Colina da Guia. Abrió sus puertas en 1997. Los visitantes pueden obtener una vista del jardín y una perspectiva panorámica de la ciudad. El trayecto dura 80 segundos.
A partir de enero de 2013, el precio de la entrada para adultos es MOP $ 3, y de retorno es MOP $ 5. Existe un descuento especial de billetes de ida y retorno en MOP $ 2 y $ 3, respectivamente MOP están disponibles para personas de 2 años o más, 18 años o menores y 65 años o más. El horario de apertura es de 8 a 6 p. m.. 